# Violante Beatriz de Baviera
Violante Beatriz de Baviera (em alemão:  Violante Beatrix von Bayern, em italiano:  Violante Beatrice di Baviera), Munique, 23 de janeiro de 1673 – Florença, 30 de maio de 1731) foi uma princesa bávara por nascimento, e Grã-Princesa da Toscana pelo seu casamento com Fernando (III) de Médici, Grão-Príncipe da Toscana,
Foi também Governadora de Siena de 1717 até à sua morte .

## Biografia
Violante Beatriz era a filha mais nova de Fernando Maria, Eleitor da Baviera e da sua mulher Henriqueta Adelaide de Saboia. Em 1689, casou com o herdeiro da coroa Grã-ducal da Toscana, o Grão-Príncipe Fernando de Médici Violante Beatriz amava-o mas o afeto não era recíproco, achando muito feia e muito maçadora. O seu cunhado, João Gastão de Médici, tinha uma grande amizade por ela, amizade que durou até à morte de Violante Beatriz.
O Grão-príncipe Fernando (III) faleceu de Sífilis em 1713, deixando a sua viúva sem filhos e sem qualquer função na corte Toscana.
Entretanto, ao ficar viúva do Eleitor-Palatino, a princesa Ana Maria Luísa de Médici, filha do Grão-duque reinante Cosme III de Médici e, por isso, cunhada de Violante Beatriz, regressa à sua Toscana natal pelo que a Grã-princesa viúva planeava, também ela, regressar à corte de seu irmão, em Munique. Contudo, João Gastão convenceu-a a ficar, e Cosme III nomeou-a Governadora de Siena, onde passou a residir.

## Infância e casamento
Violante Beatriz era a filha mais nova de Fernando Maria, Eleitor da Baviera, e da sua nulher Henriqueta Adelaide de Saboia, e nasceu em Munique, capital do estado do seu pai. Entre os seus irmãos estavam Maria Ana Vitória, Delfina de França, Maximiliano II Emanuel, Eleitor da Baviera e José Clemente, Arcebispo-Eleitor de Colónia.
Em 1688, Cosme III de Médici, Grão-Duque da Toscana, equacionou que Violante Beatriz seria uma noiva de prestígio para o seu filho e herdeiro, o Grão-príncipe Fernando; a Baviera era um dos mais poderosos estados do Sacro Império Romano-Germânico Como o pai de Cosme III, Fernando II de Médici, envolvera o Eleitor Fernando Maria numa arriscada operação financeira que lhe custara 450,000 ungheri em ouro, as relações entre Munique e Florença tinham azedado.
Para conseguir a mão de Violante Beatriz para o filho Cosme foi obrigado a reembolsar essa quantia a Maximiliano II Emanuel, o filho de Fernando Maria. Ultrapassado este obstáculo, o contratio de casamento foi assinado em 24 de maio de 1688, concedendo a Violante Beatrice um dote de 400.000 thalers em dinheiro e o mesmo montante em jóias. O casamento realizou-se primeiro por procuracão Munique em 21 de novembro de 1688 e presencialmente a 9 de janeiro de 1689. A boda teve lugar no Palácio Medici Riccardi, em Florença. A nova Grã-princesa ficou imediatamente enamorada pelo noivo, apesar dele a detestar. Cosme III não encontrava qualquer defeito na sua nova nora afirmando "Nunca conheci, nem sequer acho que o mundo possa produzir, algo tão perfeito".

## Grã-Princesa

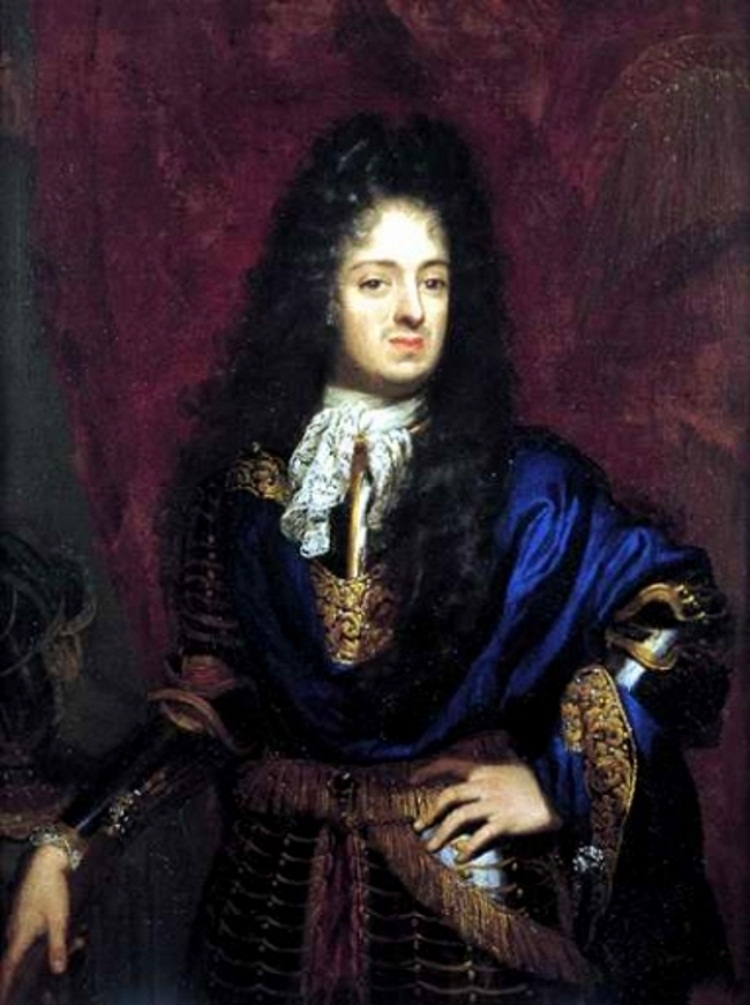
O Grão-Príncipe Fernando (III), marido de Violante Beatriz, por Niccolò Cassana, 1687

O casal Grão-principesco manteve-se sem geração após seis anos de casamento o que perturbava o Grão-duque. Consequentemente, e para mortificação de Grã-princesa, encomendou três dias de observância religiosa para remediar a falta de descendência, em abril de 1694. Quaisquer esperanças de herdeiro foram completamente destruídas quando Fernando contraíu, em 1696, Sífilis durante o Carnaval de Veneza, doença com que viria a sucumbir dezassete anos mais tarde. Entretanto, a Grã-princesa ficou sob um estado de melancolia, situação que não passou a despercebida ao seu cunhado, João Gastão de Médici, na altura o segundo filho do Grão-duque que, como resultado, criou grande amizade pela princesa.
Violante Beatriz raramente aludia aos suas dores emocionais durante as conversas mantidas mas, numa altura precisa e na presença das suas damas de companhia, referiu-se ao amante de Fernando, Cecchino de Castris,um castrato veneziano, como sendo  a origem da sua desgraça.
Em 1702, a Grã-princesa viu-se envolvida numa questão protocolar entre a Toscana e Espanha. O Grão-duque enviou um agente à corte de Filipe V de Espanha com o objetivo de obter licença para que o Grão-príncipe e a Grã-princesa usassem o tratamento de Alteza Real na correspondência com Espanha. Filipe V deferiu o pedido mas apenas para a sua tia, Violante Beatriz.
Os reis Filipe V de Espanha e Frederico IV da Dinamarca visitaram Violante Beatriz em 1703 e em 1709, respetivamente. O primeiro ignorou os outros membros da família Grã-ducal Toscana dignando-se, apenas a falar com ela. O segundo, por seu lado, foi levado à presença de Violante e chegou ao ponto de se recusar a abandonar a sala enquanto Violante mudava de roupa.
Após grande sofrimento, o Grão-príncipe veio a falecer de sifilis em 31 de outubro de 1713, despoletando uma crise sucessória e deixando a sua viúva sem geração e, por isso, sem qualquer função. A viúva ficou tão perturbada que foi sangrada pelos médicos para a acalmarem. Cosme III deu-lhe um conjunto de safiras azuis como sinal de luto. Violante Beatriz considerou a possibilidade de voltar para a sua pátria quando tomou conhecimento do regresso da sua cunhada, Ana Maria Luísa de Médici, Eleitora-viúva Palatina, nascida princesa da Toscana; as duas não se davam bem. Por outro lado, Violante Beatriz perderia a sua posição de Primeira Dama da Toscana. Para evitar quaisquer futuros arrufos relativamente a precedência, Cosme III nomeou Violante Beatriz Governador de Siena, cujas funções a manteriam afastada da corte Toscana, e dar-lhe-ia posse da Villa di Lappeggi, que se tornou, nas palavras do historiador Harold Acton, "a sort of literary academy". Aqui ela recebeu poetas, como Lucchesi, Ghivanizzi e Morandi. Apesar da questão de precedência ter sido ultrapassada, a Eleitora viúva em diferentes ocasiões desrespeitou a cunhada, pelo que Violante Beatriz passou a recusar comparecer em público com a cunhada.

## Governadora de Siena e visita a Roma

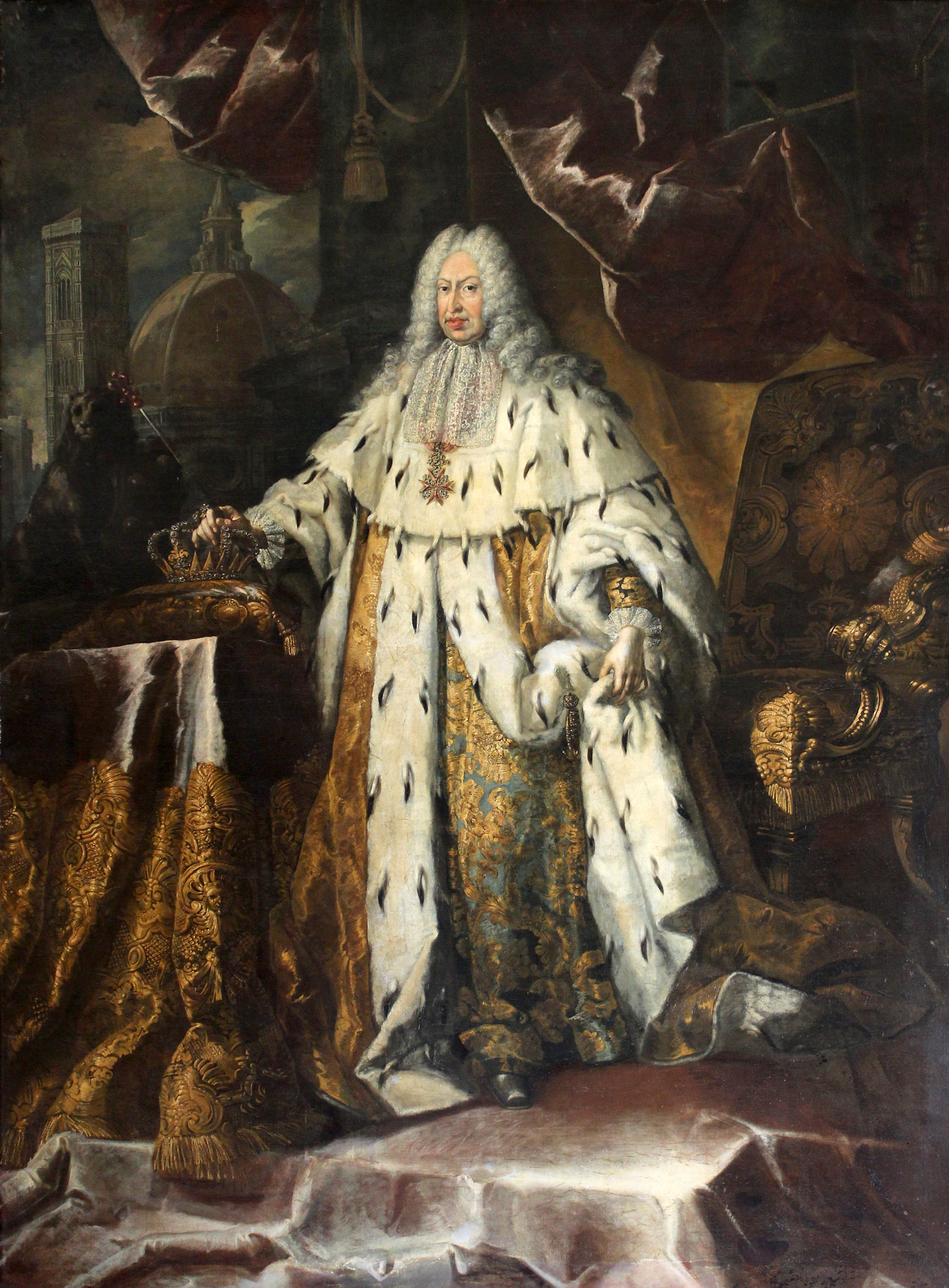
João Gastão de Médici Grão-duque da Toscana, cunhado de Violante, por Franz Ferdinand Richter, 1737

O Governador entrou nos seus domínios em abril de 1717, estabelecendo residência no centro da cidade. O ato mais memorável de Violante Beatriz como Governador foi a reorganização dos Contrade de Siena cujos nomes, número e fronteiras ela defeniu e que permaneceram até à atualidade O Grão-duque Cosme III morreu em 31 de outubro de 1723; João Gastão ascendeu ao trono. Imediatamente chamou Violante Beatriz a Florença e baniu a irmã para a Villa La Quiete.
Como Governador, ela formalmente definiu, em 1729, as fronteiras, nomes e o número das Contrade. Durante o reinado do Grão-Duque João Gastão de Médici, o Governador era responsável pelas audiências formais na corte.
Violante Beatriz passou a dominar a corte enquanto João Gastão lhe entregava os seus deveres públicos, escolhendo (literalmente) passar a maior parte do seu tempo na cama. The religiosidade melancólica de Cosme III deu lugar a um período de rejuvenescimento: Violante Beatriz instituiu a moda francesa na corte, compelindo os eclesiásticos miraculosos a afastarem-se e protegendo diversos poetas sieneses, como Perfetti e Ballati. Violante Beatriz levou Perfetti a Roma em 1725 e alojou-se no Palazzo Madama. Durante a sua estadia nos Estados Papais, ela encontrou-se com o Papa Bento XIII, que a achou tão agradável que lhe atribuiu a Rosa de Ouro, um sinal do grande apreço Papal.
Após o seu regresso de Roma, Violante Beatriz e a cunhada, a Eleitora-viúva Ana Maria Luísa decidiram intervir no sentido de melhorar a imagem pública do Grão-duque João Gastão, tentando afastá-lo dos Ruspanti, o seu séquito de seguidores, organizando banquetes para os quais convidava os mais distintos membros da sociedade toscana.
Mas o comportamento do Grão-duque, vomitando, arrotando e contade anedotas impróprias, fazia com que os convidados fossem literalmente forçados a sair.
A cunhada foi mais bem sucedida, planeando aparições públicas como a do dia de S. João Batista, em 1729. Contudo, durante a cerimónia, o Grão-duque ficou tão intoxicado que teve que ser arrastado numa liteira de volta para o Palácio Pitti. Mas de nada valeu esses eventos uma vez que o Grão-duque passou os últimos oito anos da sua vida na cama, entretido pelos Ruspanti.

## Morte
Apenas cinco meses antes da chegada das tropas que defendiam os direitos do sucessor espanhol de João Gastão, Violante Beatriz, princesa da Baviera e Grã-princesa da Toscana, Governador de Siena, morre. Durante a sua procissão fúnebre, o carro fúnebre fez uma breve paragem em frente do Palácio Pitti, o que perturbou o Grão-duque. Este ordenou que o cortejo avançasse com palavras descritas por um contenporâneo como "impróprias até para a mais baixa das meratrizes, quanto mais para alguem nascido em tão alto nível principesco ". Os resto mortais de Violante Beatriz foram sepultados no Convento de Santa Teresa, em Florença; o seu coração foi colocado no caixão do seu marido na Basílica de São Lourenço, em Florença, a necrópole dos Médici.
Quando em 1857 o seu sarcófago foi redescoberto, tinha o selo de Napoleão I, que o mandara mudar do Convento de São Lourenço Em 26 de fevereiro de 1858, regressou ao convento, transportada no carro fúnebre real.

## Títulos, tratamentos, honras e armas

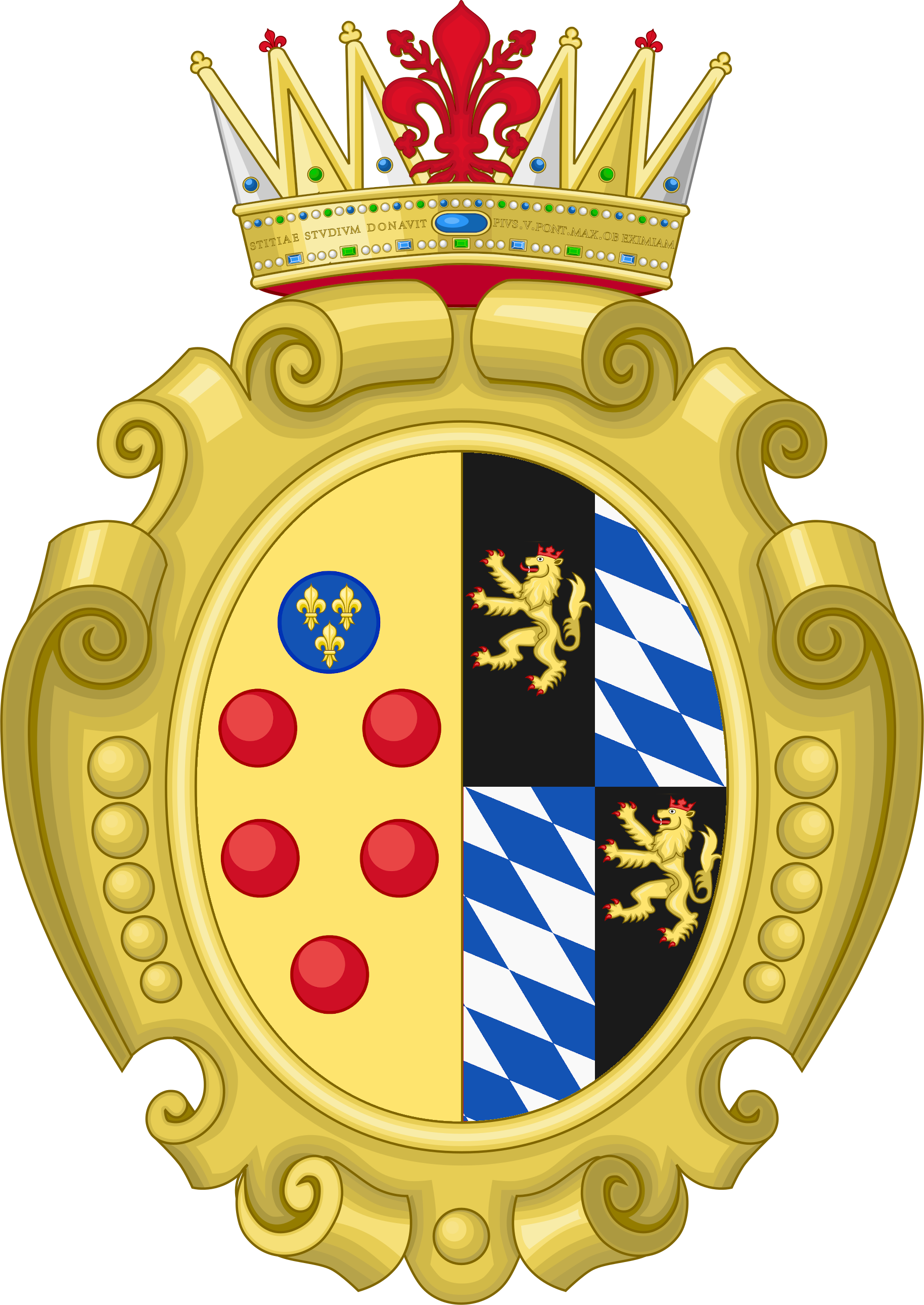
Armas de Violante Beatriz como Grã- Princesa da Toscana

### Títulos e tratamentos
- 23 de janeiro de 1673 - 9 de janeiro de 1689: Sua Alteza Sereníssima a princesa Violante Beatriz de Bavaria, duquesa da Baviera
- 9 de janeiro de 1689 . 5 de fevereiro sw 1691: Sua Alteza, a Grâ-Princesa da Toscana;
- 5 de fevereiro de 1691 – 31 de outubro de 1713: Sua Alteza Real,[15] a Grã-Princesa da Toscana;
- 31 de outubro de 1713 – 12 de abril de 1717: Sua Alteza Real a Grã-Princesa viúva da Toscana;
- 12 de abril de 1717 – 30 de maio de 1731: Sua Alteza Real, o Governador de Siena

### Honras
- Dama da Rosa de Ouro (1725)